# Kevin Brownlow
Kevin Brownlow (Crowborough, Sussex, 1938) és un escriptor i director de cinema anglès. És autor de diversos estudis sobre el cinema mut a Hollywood període del qual va restaurar i exhibir alguns films.

## Obres

### Pel·lícules
- It Happened Here (1963)
- Winstanley (1975)

### Sèries de Televisió
- Hollywood (1979)
- Unknown Chaplin (1983)